# Mykhaïlo Mudryk
Mykhaïlo Petrovytch Mudryk, surnommé « Misha », né le 5 janvier 2001 à Krasnohrad en Ukraine, est un footballeur international ukrainien qui évolue au poste d'ailier gauche au Chelsea FC.

## Biographie

### En club
Né à Krasnohrad en Ukraine, Mykhaïlo Mudryk est formé par le Chakhtar Donetsk. Il joue son premier match en professionnel le 31 octobre 2018 en coupe d'Ukraine face à l'Olimpik Donetsk. Il entre en jeu à la place de Júnior Moraes lors de cette rencontre remportée par les siens sur le score de trois buts à deux.
Le 1er mars 2019 il est prêté à l'Arsenal Kiev. Il fait sa première apparition dans le championnat ukrainien face à l'Olimpik Donetsk le 3 mars suivant. Il entre en jeu en fin de partie et son équipe s'impose sur le score d'un but à zéro.
Il joue plusieurs matchs lors de la saison 2019-2020 et est sacré champion d'Ukraine à l'issue de la saison.

#### Chelsea FC
Le 15 janvier 2023, Mudryk rejoint le Chelsea FC pour la somme de 100 millions d'euros (dont 30 millions de bonus) en signant un contrat de huit ans et demi, soit jusqu'en juin 2031,.
Il dispute ses premières minutes sous le maillot de l'équipe londonienne le 21 janvier 2023 lors de la 21e journée de Premier League face à Liverpool FC. Il entre en jeu après 55 minutes et dispute 35 minutes durant lesquelles il impressionne par sa vitesse d'exécution et son aisance technique malgré un manque de tranchant dans la finition.
Mudryk inscrit son premier but pour Chelsea le 2 octobre 2023, lors d'une rencontre de Premier League face au Fulham FC. Titularisé au poste d'ailier gauche, il ouvre le score et participe à la victoire de Chelsea par deux buts à zéro,. En novembre 2024, Mudryk est suspendu pour dopage.

### En sélection
De 2017 à 2018, il représente l'équipe d'Ukraine des moins de 17 ans pour un total de trois buts en six matchs.
Le 3 juin 2019 Mykhaïlo Mudryk joue son premier match avec l'équipe d'Ukraine espoirs face à Chypre. Les jeunes ukrainiens s'imposent sur le score de trois buts à zéro ce jour-là. Lors du match suivant face à l'Israël, le 5 juin, Moudryk inscrit son premier but avec les espoirs, donnant par la même occasion la victoire à son équipe (1-0).
Mykhaïlo Mudryk honore sa première sélection avec l'équipe nationale d'Ukraine le 1er juin 2022, à l'occasion d'un match de barrage pour les éliminatoires de la Coupe du monde 2022, contre l'Écosse. Il entre en jeu à la place de Viktor Tsyhankov et son équipe l'emporte par trois buts à un.
En mai 2024, il fait partie de la liste des 26 joueurs convoqués par Serhiy Rebrov en vue de l'Euro 2024. 

## Statistiques détaillées
| Saison                | Club                  | Championnat           | Championnat | Championnat | Championnat | Coupe nationale | Coupe nationale | Coupe nationale | Coupe de la Ligue | Coupe de la Ligue | Coupe de la Ligue | Compétition(s) continentale(s) | Compétition(s) continentale(s) | Compétition(s) continentale(s) | Compétition(s) continentale(s) | Supercoupe UEFA | Supercoupe UEFA | Supercoupe UEFA | Ukraine | Ukraine | Ukraine | Total | Total | Total |
| Saison                | Club                  | Division              | M.          | B.          | P.d.        | M.              | B.              | P.d.            | M.                | B.                | P.d.              | Comp.                          | M.                             | B.                             | P.d.                           | M.              | B.              | P.d.            | M.      | B.      | P.d.    | M.    | B.    | P.d.  |
| 2018-2019             | Chakhtar Donetsk      | Premier-Liha          | -           | -           | -           | 1               | 0               | 0               | -                 | -                 | -                 | -                              | -                              | -                              | -                              | -               | -               | -               | -       | -       | -       | 1     | 0     | 0     |
| 2019-2020             | Chakhtar Donetsk      | Premier-Liha          | 3           | 0           | 0           | -               | -               | -               | -                 | -                 | -                 | -                              | -                              | -                              | -                              | -               | -               | -               | -       | -       | -       | 3     | 0     | 0     |
| 2020-2021             | Chakhtar Donetsk      | Premier-Liha          | 3           | 0           | 0           | -               | -               | -               | -                 | -                 | -                 | -                              | -                              | -                              | -                              | -               | -               | -               | -       | -       | -       | 3     | 0     | 0     |
| 2021-2022             | Chakhtar Donetsk      | Premier-Liha          | 11          | 2           | 6           | 1               | 0               | 1               | -                 | -                 | -                 | C1                             | 7                              | 0                              | 0                              | -               | -               | -               | 6       | 1       | 0       | 25    | 3     | 7     |
| 2022-2023             | Chakhtar Donetsk      | Premier-Liha          | 12          | 7           | 7           | -               | -               | -               | -                 | -                 | -                 | C1                             | 6                              | 3                              | 2                              | -               | -               | -               | 3       | 0       | 0       | 21    | 10    | 9     |
| Sous-total            | Sous-total            | Sous-total            | 29          | 9           | 13          | 2               | 0               | 0               | 0                 | 0                 | 0                 | -                              | 13                             | 3                              | 2                              | 0               | 0               | 0               | 9       | 1       | 0       | 53    | 13    | 15    |
| 2018-2019             | Arsenal Kiev (prêt)   | Premier-Liha          | 10          | 0           | 0           | -               | -               | -               | -                 | -                 | -                 | -                              | -                              | -                              | -                              | -               | -               | -               | -       | -       | -       | 10    | 0     | 0     |
| Sous-total            | Sous-total            | Sous-total            | 10          | 0           | 0           | 0               | 0               | 0               | 0                 | 0                 | 0                 | -                              | 0                              | 0                              | 0                              | 0               | 0               | 0               | 0       | 0       | 0       | 10    | 0     | 0     |
| 2020-2021             | Desna (prêt)          | Premier-Liha          | 10          | 0           | 0           | -               | -               | -               | -                 | -                 | -                 | -                              | -                              | -                              | -                              | -               | -               | -               | -       | -       | -       | 10    | 0     | 0     |
| Sous-total            | Sous-total            | Sous-total            | 10          | 0           | 0           | 0               | 0               | 0               | 0                 | 0                 | 0                 | -                              | 0                              | 0                              | 0                              | 0               | 0               | 0               | 0       | 0       | 0       | 10    | 0     | 0     |
| 2022-2023             | Chelsea FC            | Premier League        | 15          | 0           | 2           | -               | -               | -               | -                 | -                 | -                 | C1                             | 2                              | 0                              | 0                              | -               | -               | -               | 4       | 0       | 0       | 21    | 0     | 2     |
| 2023-2024             | Chelsea FC            | Premier League        | 31          | 5           | 2           | 5               | 1               | 0               | 5                 | 1                 | 0                 | -                              | -                              | -                              | -                              | -               | -               | -               | 12      | 2       | 0       | 53    | 9     | 2     |
| 2024-2025             | Chelsea FC            | Premier League        | 7           | 0           | 0           | 0               | 0               | 0               | 2                 | 0                 | 1                 | C4                             | 6                              | 3                              | 3                              | -               | -               | -               | 5       | 1       | 0       | 20    | 4     | 4     |
| Sous-total            | Sous-total            | Sous-total            | 53          | 5           | 4           | 5               | 1               | 0               | 6                 | 1                 | 0                 | -                              | 8                              | 3                              | 3                              | -               | -               | -               | 21      | 3       | 0       | 93    | 13    | 7     |
| Total sur la carrière | Total sur la carrière | Total sur la carrière | 102         | 14          | 17          | 7               | 1               | 1               | 6                 | 1                 | 0                 | -                              | 21                             | 6                              | 5                              | 0               | 0               | 0               | 31      | 4       | 0       | 167   | 26    | 23    |

## Palmarès
Chakhtar Donetsk
- Championnat d'Ukraine (1) : 
  - Champion : 2019-2020.